# Наґацука Томохіро
Наґацука Томохіро (28 листопада 1978) — японський велогонщик.
Срібний призер Олімпійських Ігор 2004 року в командному спринті, учасник 2000, 2008 років.